# بچه فضایی
بچه فضایی (به انگلیسی: Astro Kid) (فرانسوی: Terra Willy, planète inconnue‎) یک انیمیشن فرانسوی سال ۲۰۱۹ میلادی در ژانر علمی تخیلی با کارگردانی Éric Tosti می‌باشد. داستان درباره پسر ده ساله‌ای به نام «ویلی»ست که بعد از تخریب شدن سفینه‌اش در فضا از پدر و مادرش جدا شده و در سیاره‌ای کاوش نشده فرود میاید و تا زمان رسیدن تیم نجات باید زنده بماند.